# Tempeste sull'Asia (film 1932)
Tempeste sull'Asia (War Correspondent) è un film del 1932, diretto da Paul Sloane.

## Produzione
Il film fu prodotto dalla Columbia Pictures Corporation.

## Distribuzione
Distribuito dalla Columbia Pictures, il film uscì nelle sale cinematografiche USA il 25 luglio 1932.